# Maheshtala
Maheshtala (Bengalisch: মহেশতলা) ist eine ca. 450.000 Einwohner zählende Satellitenstadt von Kolkata im Distrikt Dakshin 24 Pargana im indischen Bundesstaat Westbengalen. Seit dem Jahr 2014 ist sie Sitz einer Municipal corporation.

## Lage
Maheshtala liegt am Fluss Hugli etwa 10 bis 20 km südwestlich von Kolkata in einer Höhe von ca. 8 bis 9 m ü. d. M.

## Bevölkerung
Offizielle Bevölkerungsstatistiken werden erst seit 1991 geführt und veröffentlicht.
| Jahr      | 1991    | 2001    | 2011    |
| Einwohner | 276.128 | 385.266 | 448.317 |

Maheshtala ist eine Satellitenstadt von Kolkata; die zumeist zugewanderten Einwohner sind zu 58 % Hindus und zu 41 % Muslime; Christen, Jains, Sikhs und Buddhisten bilden kleine Splittergruppen. Wie im Norden Indiens üblich, liegt der männliche Bevölkerungsanteil ca. 12 % über dem weiblichen.

## Wirtschaft
Bis in die 1950er Jahre war Maheshtala kaum mehr als ein größeres Dorf, in welchem die Landwirtschaft das Leben der Einwohner bestimmte. In der schnell wachsenden Stadt haben sich Handwerker, Kleinhändler, Dienstleistende und kleinere Industrieunternehmen aller Art niedergelassen. Auch ein College der University of Calcutta ist hier entstanden.

## Geschichte
Die Stadt Maheshtala ist seit den 1960er Jahren beinahe wie aus dem Nichts entstanden und wächst beständig.

## Sehenswürdigkeiten
Die überwiegend neue Stadt hat keine historisch oder kulturell bedeutsamen Sehenswürdigkeiten.